# Moyenne de Heinz
En mathématiques, la moyenne de Heinz, portant le nom du mathématicien allemand E. Heinz, de deux nombres réels strictement positifs {\displaystyle a} et {\displaystyle b}, est définie par la formule :
{\displaystyle \operatorname {H} _{x}(a,b)={\frac {a^{x}b^{1-x}+a^{1-x}b^{x}}{2}},}
pour {\displaystyle 0\leqslant x\leqslant 1/2}.
Pour {\displaystyle x} variant de {\displaystyle 0} à {\displaystyle 1/2} la moyenne de Heinz constitue une formule d'interpolation continue et décroissante entre les moyennes arithmétique et géométrique ; plus précisément, pour {\displaystyle 0<x<x'<1/2},  on a :
{\displaystyle {\sqrt {ab}}=\operatorname {H} _{\frac {1}{2}}(a,b)<\operatorname {H} _{x'}(a,b)<\operatorname {H} _{x}(a,b)<\operatorname {H} _{0}(a,b)={\frac {a+b}{2}}.}
Cette moyenne peut aussi être définie de façon similaire pour les matrices semi-définies positives et constitue alors une formule d'interpolation similaire à celle ci-dessus.

## Propriétés
Composition
Pour deux nombres x et y, la composée :
{\displaystyle \operatorname {H} _{x}(\operatorname {H} _{y}(a,b),\operatorname {H} _{y}(a,b))}
est aussi une moyenne de Heinz.